# Melchitská eparchie Zvěstování Panny Marie v Newtonu
Melchitská eparchie Zvěstování Panny Marie v Newtonu je eparchie melchitské řeckokatolické církve, která je bezprostředně podřízena Svatímu stolci. Pod její jurisdikci spadají věřící melchitského ritu v celých Spojených státech amerických. Její sídlo je v Newtonu nedaleko Bostonu, v americkém státě Massachusetts, kde se nachází katedrála katedrála Zvěstování P. Marii.

## Historie
Na sklonku 19. století docházelo k migraci melchitů do Spojených států, první melchitský kostel vznikl v 90. letech 19. století. V roce 1966 již bylo kostelů i věřících tolik, že Svatá Stolec zřídil Apoštolský exarchát Spojených států amerických pro věřící východního melchitského ritu, který byl v roce 1976 povýšena na eparchii.